# Françoise Fassiaux-Looten
Pour les articles homonymes, voir Fassiaux et Looten.
Françoise M.Gh. Fassiaux-Looten (née le 11 juillet 1946) à Tongrinne est une femme politique belge, membre du Parti socialiste.
Elle est agrégée de l'enseignement secondaire inférieur en français et histoire.
Elle a enseigné le français à l'Athénée royal de Chimay de 1972 à 2000. Elle a participé à la mise en scène de nombreuses fêtes scolaires et de nombreuses pièces de théâtre (Antigone, La guerre de Troie n'aura pas lieu, Hécube...) dont les élèves étaient les acteurs. 
Passionnée de littérature belge de langue française, elle a invité fréquemment dans ses classes des auteurs et organisé avec ses collègues une "Semaine des lettres belges".

## Carrière politique
Mandat politique exercé antérieurement ou actuellement
- Députée wallonne et de la Communauté française depuis le 6 juillet 2004 au 25 mai 2014
- Conseillère communale de Chimay depuis 1980 
  - Présidente du CPAS de Chimay de 1998 à 2000
- Conseillère provinciale du Hainaut de 1998 à 2000
- Bourgmestre de Chimay depuis 2012
- attaquante de l’équipe de foot ASCV Chimay-Virelles 2012-2015